# 브루스 어리나
브루스 어리나(Bruce Arena, 1951년 9월 21일 뉴욕주 브루클린 ~ )는 미국의 전직 축구 선수 겸 현직 축구 지도자로 선수 시절 포지션은 골키퍼였으며 현재 샌호제이 어스퀘이크스 사령탑을 맡고 있다.
1996년 1월부터 1998년 8월까지 D.C. 유나이티드의 감독을 맡았으며 팀의 MLS 컵 2회 우승(1996, 1997)과 MLS 서포터스 실드 1회 우승(1997), US 오픈컵 1회 우승(1996)을 이끌었다. 1998년 10월 미국 대표팀 감독으로 취임했으며 CONCACAF 골드컵 2회 우승과 FIFA 랭킹 최고 기록(4위, 2006년 4월), 2002년 FIFA 월드컵 8강 진출에 공헌했다. 특히 그가 미국 대표팀 감독을 맡던 시절에 기록한 71승 29무 30패의 성적은 미국 대표팀 역사상 최고 기록으로 남아 있다. 2006년 FIFA 월드컵 조별 예선에서 미국이 1무 2패로 탈락한 책임을 지고 대표팀 감독에서 사임했다.
2006년 7월 14일부터 2007년 11월 5일까지 뉴욕 레드불스의 감독을 맡았고 2008년 8월 18일 로스앤젤레스 갤럭시의 감독으로 부임했다. 세 차례(1997, 2009, 2011)나 메이저 리그 사커 올해의 감독으로 선정된 경력이 있다.

## 수상

#### D.C. 유나이티드
- MLS컵 : 1996, 1997
- MLS 서포터스 쉴드 : 1997
- MLS 동부 컨퍼런스 : 1996, 1997, 1998
- US 오픈 컵 : 1996
- CONCACAF 챔피언스컵 : 1998
- 인터아메리카 컵 : 1998

#### LA 갤럭시
- MLS컵 : 2011, 2012, 2014
- MLS 서포터스 쉴드 : 2010, 2011
- MLS 서부 컨퍼런스 : 2009, 2011, 2012, 2014

#### 뉴잉글랜드 레볼루션
- MLS 서포터스 쉴드 : 2021

#### 버지니아 대학교
- 칼리지 컵 : 1989, 1991, 1992, 1993, 1994
- ACC 토너먼트 : 1988, 1991, 1992, 1993, 1994, 1995

#### 미국 축구 국가대표팀
- CONCACAF 골드컵 : 2002, 2005, 2017
- FIFA 컨페더레이션스컵 3위 : 1999

### 개인
- MLS 올해의 감독 : 1997, 2009, 2011, 2021
- NJCAA 라크로스 명예의 전당